# 大秦帝国 縦横 ＝強国への道＝
『大秦帝国 縦横 ＝強国への道＝』（だいしんていこく じゅうおう きょうこくへのみち、簡体字中国語: 大秦帝国之纵横）は、2012年の中国のテレビドラマ。全51話。

## 概要
歴史ドラマ『大秦帝国』シリーズの第2弾。一応前作『大秦帝国』の続編に当たるが、原作小説の著者・孫皓暉が脚本を担当していなかったため、原作小説・前作ドラマとの齟齬がある。
日本ではチャンネル銀河にて放送されるが、日本語版ソフトは未発売。

## あらすじ
始皇帝が中国大陸を統一する約100年前、第26代君主・嬴駟により西の弱小国であった秦国が強国へと成長する過程を描く。

## 主題歌
- 天下大秦（オープニング）[1]

作曲：趙麟
- 天下秦風（エンディング）[2]

作詞：舒展、作曲：趙麟、編曲：許明、歌：譚維維

## 登場人物・キャスト

### 秦
- 嬴駟：富大龍（中国語版）

秦の恵文王。
- 魏紓：傅淼（中国語版）

恵文王の正室。
- 張儀：喩恩泰（中国語版）

秦の宰相。
- 羋八子：寧静（中国語版）

恵文王の側室。ドラマ登場時には羋丫頭（ビ・アトウ）と呼ばれている。
- 蘇萱：楊梓嫣（中国語版）

張儀の思い人。
- 嬴疾：周波

恵文王の弟。母は韓の出身。
- 嬴華（中国語版）：荊浩

恵文王と嬴疾の弟。
- 嬴虔（中国語版）：彭志東

秦の太傅。恵文王の伯父。
- 甘龍（中国語版）：孫飛虎（中国語版）

秦の太師。
- 杜摯（中国語版）：賀雲慶

秦の大夫。
- 陳軫（中国語版）：焦俊翔

斉から秦に入り、楚の客卿となる。
- 白起：孫霆

秦の将兵。
- 魏冉：張振華

羋八子の異父弟。
- 甘茂：孫強

秦の太子傅。
- 司馬錯：周征波

秦の将軍。巴・蜀を制圧する。
- 嬴蕩：赫子銘（中国語版）

恵文王と魏紓の息子。
- 嬴稷：劉釗宏

恵文王と羋八子の息子。
- 嬴壮：劉輝

恵文王の従弟。
- 魏章：趙毅

秦の将軍。

### 魏
- 公孫衍：姚櫓（中国語版）
- 魏罃：李立群
- 恵施：楊新鳴（中国語版）
- 龍賈：王徳順
- 魏嗣：張博
- 魏国公主：雪菲
- 魏修：閻沛
- 衛氓：王運生
- 魏高（中国語版）：王嘉浩
- 魏赫（中国語版）：王俊鵬

### 楚
- 楚王：彭波（中国語版）
- 昭陽（中国語版）：鄭天庸（中国語版）

楚の宰相。
- 屈原：楊志剛（中国語版）

楚の左徒。
- 王妃・鄭袖：張璇（中国語版）

楚王の正室。
- 子蘭：魏華
- 景翠（中国語版）：王大奇

楚の将軍。

### 周
- 昭文君：郭家銘
- 姫狐：王笛

昭文君の妹。

### 義渠
- 義渠駭：陳昊（中国語版）

義渠の王。
- 羋琰：陳暁

義渠駭と羋八子の息子。
- 義渠王爺：李保成

### 韓
- 宣恵王：馬衛軍
- 韓太子奐：劉暢
- 公仲侈（中国語版）：廖東力
- 韓朋：王寧

### 斉
- 田因斉：何勇生
- 田嬰：田小冰
- 孟嘗君：劉磊
- 匡章：賀雲慶

### 燕
- 太子平（中国語版）：黎明明
- 子之：

燕の宰相。
- 姫職：

燕の王子。後の昭王。
- 臻：斗斗

太子平と姫狐の子。

### 趙
- 趙雍：劉天佐
- 趙固：郭超

### その他
- 烏氏（中国語版）国王：王運生
- 荘子：朱軍
- 巴女：袁菲

## 各話タイトル
- 第1話 決意
- 第2話 彭城へ
- 第3話 暗殺
- 第4話 甘龍の死
- 第5話 河西の大勝
- 第6話 張儀参内
- 第7話 連衡策を説く
- 第8話 張儀 楚へ
- 第9話 盟約と花嫁
- 第10話 雪辱
- 第11話 二人の賢才
- 第12話 龍門への道
- 第13話 戴冠式
- 第14話 犀首 復活
- 第15話 楚の屈原
- 第16話 ３国会談
- 第17話 交渉決裂
- 第18話 魏の宰相 張儀
- 第19話 寝返り
- 第20話 命拾い
- 第21話 戦か和議か
- 第22話 迫る連合軍
- 第23話 王子の愛国心
- 第24話 合従破壊工作
- 第25話 敵兵拉致命令
- 第26話 決戦 函谷関
- 第27話 切ない恋心
- 第28話 韓宣戦の波紋
- 第29話 東進か 巴蜀討伐か
- 第30話 王子の初陣
- 第31話 苦渋の割譲案
- 第32話 汚い手
- 第33話 巴蜀を手中に
- 第34話 ６里の土地
- 第35話 楚王の怒り
- 第36話 義に殉ずる
- 第37話 丹陽攻略
- 第38話 勇将散る
- 第39話 陳軫の情け
- 第40話 後継者
- 第41話 母を慕う
- 第42話 画策
- 第43話 意外な黒幕
- 第44話 人質 王妃
- 第45話 羋八子の受難
- 第46話 秦王嬴駟 崩御
- 第47話 失意の中で
- 第48話 再会の杯
- 第49話 鼎の重み
- 第50話 謀殺の危機
- 第51話 覇者への道